# استان فو تو
استان فو تو (به لاتین: Phú Thọ Province) یک استان در ویتنام است که در منطقه شمال شرقی ویتنام واقع شده‌است.

## خصوصیات
استان فو تو ۳٬۵۲۸٫۱ کیلومترمربع مساحت و ۱٬۳۶۴٬۷۰۰ نفر جمعیت دارد.